# Leon van Gelder
Leon van Gelder (Amsterdam, 23 maart 1913 – Amsterdam, 18 mei 1981) was als eerste hoogleraar onderwijskunde verbonden aan de Rijksuniversiteit Groningen en wordt gezien als een van de grondleggers van de onderwijskunde.
Van Gelder kwam uit een Joods arbeidersgezin in Amsterdam. In 1931 behaalde hij op achttienjarige leeftijd zijn onderwijzersakte. Hij studeerde tijdens de Tweede Wereldoorlog terwijl hij ondergedoken zat pedagogiek en psychologie. In 1953 promoveerde hij in Amsterdam in de orthopedagogie. Hij begon als directeur van het Algemeen Pedagogisch Centrum en werd in 1964 hoogleraar in Groningen. In zijn inaugurele rede  nam hij de verhouding tussen onderzoek en praktijk onder de loep. Zijn  visie daar op zou uitgroeien tot de interdisciplinaire wetenschap onderwijskunde. 
Van Gelder stond gelijke kansen voor ieder kind voor en kreeg landelijke bekendheid met de op zijn ideeën gestoelde middenschool en ook door zijn rapport: "Nieuwe onderwijsvormen, de opmaat voor de totstandkoming van de basisschool." Onderwijzers kennen hem vanwege het model Didactische Analyse, dat ook nu nog navolging vindt.
In 1979 ontving hij een eredoctoraat van de Rijksuniversiteit Gent. In 1981 ging hij met emeritaat. Een maand later overleed hij te Amsterdam.
Iedere drie jaar wordt op het AOb-Congres de Leon van Gelderprijs uitgereikt. Deze prijs gaat naar de instelling die het beste vernieuwende onderwijsproject heeft bedacht. In 2003 kreeg het Fioretti College uit Veghel de prijs. In 2006 ontving de Praktijkonderwijs Parkstad Limburg in Heerlen, Limburg de prijs. Drie jaar later ontving het onderwijsorganisatiebureau "MOB vormgeving & educatie" de prijs voor het Utrechtse project "De Kinderraadsvergadering". Op 28 september 2012 werd de prijs voor de laatste keer gewonnen door OESO-Onderwijsspecialist Andreas Schleicher.
In 1980 werd in de stad Groningse wijk Vinkhuizen de enige geheel nieuwe middenschool opgericht, vernoemd naar Leon van Gelder. Op deze school blijven de leerlingen van verschillende niveaus vier jaar lang bij elkaar in de klas; zitten blijven is er niet bij. Deze school is inmiddels als zelfstandige locatie gefuseerd met het Kamerlingh Onnes (vernoemd naar de Groningse natuurkundige Heike Kamerlingh Onnes) en het Simon van Hasselt tot de overkoepelende scholengemeenschap het Reitdiep College. Ook bestond er in Waddinxveen een basisschool met deze naam. Tevens is het naar hem vernoemde "didactisch model van van Gelder" binnen het onderwijs bekend.